# Eljachin
Eljachin (hebr. אליכין; pol. Bóg przygotuje) – samorząd lokalny położony w Dystrykcie Centralnym, w Izraelu.
Leży na równinie Szaron w otoczeniu miasta Hadera, kibucu Giwat Chajjim (Ichud) oraz moszawu Cherew le-Et.

## Historia
Pierwotnie w okolicy tej znajdowała się arabska wioska Khirbat Zalafa, która została zniszczona 15 kwietnia 1948 przez żydowski oddział Hagany podczas wojny domowej w Mandacie Palestyny.
W 1954 przy ruinach arabskiej wioski Khirbat Zalafa założono obóz dla żydowskich imigrantów (ma'abara). Nazwa pochodzi od imienia judzkiego króla Jojakima (właściwie Eljachina) i ma duże znaczenie symboliczne, ponieważ wyraża nadzieję założycieli osady, że „Bóg przygotuje” ziemię do zamieszkania dla żydowskich imigrantów. Większość pierwszych mieszkańców była imigrantami z Jemenu. W 1977 Eljachin otrzymało status samorządu lokalnego.

## Demografia
Zgodnie z danymi Izraelskiego Centrum Danych Statystycznych w 2008 roku w mieście żyło 2,9 tys. mieszkańców.
Populacja miasta pod względem wieku:
| Wiek (w latach) | Procent populacji w % |
| --------------- | --------------------- |
| 0-4             | 11,2%                 |
| 5-9             | 10,8%                 |
| 10-14           | 8,6%                  |
| 15-19           | 7,2%                  |
| 20-29           | 12,2%                 |
| 30-44           | 22,0%                 |
| 45-59           | 15,5%                 |
| ponad 60        | 12,5%                 |

Źródło danych: Central Bureau of Statistics.

### Religia
W Eljachin znajduje się kilka synagog, w tym: Centralna Synagoga, Shevet Ahim, Migdal Oz, Sfat Emet, Tiferet Israel, Netsah Israel.

## Edukacja
W miejscowości jest szkoła podstawowa i średnia, oraz szkoła religijna Rambam.

## Kultura i sport
W miejscowości znajdują się liczne obiekty sportowe, w tym dwa boiska do piłki nożnej, korty tenisowe oraz basen kąpielowy.

## Gospodarka
Gospodarka miejscowości opiera się na rolnictwie i sadownictwie. Wielu mieszkańców dojeżdża do zakładów w pobliskich strefach przemysłowych.

## Komunikacja
Wzdłuż zachodniej granicy miejscowości przebiega droga ekspresowa nr 4  (Erez–Kefar Rosz ha-Nikra), można na nią wjechać poprzez stację benzynową. Lokalna droga prowadzi na północ do miasta Hadera. W kierunku południowym wychodzi lokalna droga i droga nr 5812, którymi można dojechać do moszawu Cherew le-Et i kibucu Giwat Chajjim (Ichud).